# Hydraena alberti
Hydraena alberti är en skalbaggsart som beskrevs av Balfour-browne 1950. Hydraena alberti ingår i släktet Hydraena och familjen vattenbrynsbaggar. Inga underarter finns listade i Catalogue of Life.